# Менегініт
Менегініт — мінерал, стибієва сульфосіль свинцю координаційної будови.

## Загальний опис
Хімічна формула: Pb13Sb7S24.
Містить (%): Pb — 64,07; Sb — 18,56; S — 17,37.
Домішки: Cu до 1,5 %.
Сингонія ромбічна, ромбо-дипірамідальний вид.
Тонкопризматичний.
Спайність досконала в одному напрямку.
Густина 6,36.
Твердість 3,0.
Колір чорнувато-свинцево-сірий.
Риса чорна, блискуча.
Блиск яскравий металічний.
Крихкий.
Злам раковистий.
Непрозорий.
Зустрічається в гідротермальних поліметалічних і золотокварцових родовищах.
Рідкісний.
Знахідки: Баварія, Баден, Саксонія (ФРН), Тоскана (Італія), Геллефорс (Швеція), пров. Онтаріо (Канада), Брокен-Гілл (штат Новий Півд. Уельс, Австралія).
За прізв. італ. мінералога Ґ. Менегіні (G.Meneghini), E.Bechi, 1852.